# Frente Mujahedin de Luta pela Libertação do Afeganistão
A Frente Mujahedin de Luta pela Libertação do Afeganistão (persa: جبهه مبارزين مجاهد افغانستان) foi uma frente unida de quatro facções paramilitares afegãs, formada, em junho de 1979, por iniciativa de grupos maoístas, incluindo o Grupo Revolucionário dos Povos do Afeganistão (que, a partir de 1980, passou a ser denominado como "Organização de Libertação do Afeganistão") e a Organização para a Libertação do Povo do Afeganistão; e, que, também, incluía com islâmicos moderados, como a Frente de Libertação Nacional do Afeganistão, liderada por Sibghatullah Mojaddedi.
Lutou contra o governo pró-soviético do do Partido Democrático do Povo do Afeganistão (PDPA) e, mais tarde, também contra o Exército Soviético.
Em 5 de agosto de 1979, deu início ao breve levante Levante de Bala Hissar.
Publicou um manifesto denominado como "Nem Regime Fantoche nem Fundamentalismo, Liberdade e Democracia!", que foi amplamente distribuído por todo o Afeganistão no início dos anos 1980.
Seu principal líder era Mulavi Dawood, que, em novembro de 1986, foi sequestrado e morto por militantes do Hezb-e Islami Gulbuddin  .